# HD 175167
HD 175167 — звезда в созвездии Павлина на расстоянии около 220 световых лет от нас. Вокруг звезды обращается, как минимум, одна планета.

## Характеристики
HD 175167 — звезда 8 величины, по своим параметрам похожая на Солнце. Она принадлежит к классу жёлтых карликов и имеет массу, равную 1,1 массы Солнца.

## Планетная система
В 2010 году командой астрономов в рамках программы поиска планет на телескопе им. Магеллана было объявлено об открытии планеты HD 175167 b в системе. Это газовый гигант, сходный с Юпитером, превосходящий его по массе в 7,8 раз. Планета обращается по слабо вытянутой эллиптической орбите на среднем расстоянии 2,4 а. е. от родительской звезды. Открытие было совершено методом Доплера.